# Danielsville, Pennsylvania
Danielsville är en by i Northampton County i Pennsylvania med en folkmängd som uppgår till 3 091 invånare (2010).